# Daniele Garozzo
Daniele Garozzo (ur. 4 sierpnia 1992) – włoski florecista, dwukrotny medalista olimpijski i wielokrotny medalista mistrzostw świata. 
Walczy prawą ręką. W 2016 roku triumfował w indywidualnej rywalizacji na igrzyskach olimpijskich w Rio de Janeiro, w finale pokonując Alexandra Massialasa z USA. Podczas igrzysk olimpijskich w Tokio zajął drugie miejsce, przegrywając w finale z Cheung Ka Longiem z Hongkongu. Jest również złotym medalistą w drużynie na MŚ 2015, MŚ 2017, MŚ 2018 i MŚ 2022 oraz brązowym MŚ 2019. Ponadto zajął trzecie miejsce indywidualnie na MŚ 2017, gdzie lepsi byli jedynie Rosjanin Dmitrij Żeriebczenko i Toshiya Saitō z Japonii.
Wielokrotnie zdobywał również medale mistrzostw Europy, w tym złote na indywidualnie na ME w Tbilisi (2017) oraz indywidualnie i w drużynie na ME Antalyi.
Ponadto zdobył drużynowo złoty medal na igrzyskach europejskich w Krakowie w 2023 roku.
Jego brat Enrico także jest szermierzem (szpadzistą) i medalistą olimpijskim.